# Thecla endymion
Thecla endymion är en fjärilsart som beskrevs av Fabricius 1793. Thecla endymion ingår i släktet Thecla och familjen juvelvingar. Inga underarter finns listade i Catalogue of Life.